# Wilhelm Olivecrona
Gustaf Wilhelm Detlof Olivecrona, född 30 december 1870 i Helga Trefaldighets församling, Uppsala län, död 1 augusti 1968 i Falsterbo, Malmöhus län, var en svensk väg- och vattenbyggnadsingenjör, i stora delar av sitt liv verksam i Kina.
Olivecrona utexaminerades från Kungliga Tekniska högskolans avdelning för väg- och vattenbyggnadskonst 1893. Han blev i Väg- och vattenbyggnadskåren löjtnant 1899, major 1919 och överstelöjtnant 1935. Han var 1896–1899 anställd vid statens Järnvägsstyrelsen och 1900–1901 extra byråingenjör i Väg- och vattenbyggnadsstyrelsen.
Han verkställde 1901 på uppdrag av rysk-kinesiska banken undersökningar för järnväg från Kjachta över Mongoliet till Peking och var 1902–1903 anställd i Kina, dels som arbetschef för en vattenledningsanläggning i Tianjin, dels som ingenjör vid regleringsarbeten i floden Hai He. Efter att 1904 ha lett byggandet av Sperlingsholms kraftstation var han 1905–1908 förste ingenjör vid Nya Asfalt AB och 1908–1911 verkställande direktör för Råsunda Förstads AB.
1915 anställdes han av kinesiska staten som förste ingenjör vid Board of Conservancy Works of Kwantung i Guangdong (Kanton) och ledde som sådan fram till 1937 mycket omfattande flodreglerings- och hamnarbeten. Han författade ett antal skrifter i kinesiska vattenbyggnadsfrågor.
Wilhelm Olivecrona är begraven på Sigtuna kyrkogård.